# Psathyrella hirtosquamulosa
Psathyrella hirtosquamulosa är en svampart som tillhör divisionen basidiesvampar, och som först beskrevs av Peck, och fick sitt nu gällande namn av Alexander Hanchett Smith. Psathyrella hirtosquamulosa ingår i släktet Psathyrella, och familjen Psathyrellaceae. Arten har ej påträffats i Sverige.